# Richard Mastracchio
Richard Alan "Rick" Mastracchio (Waterbury, 11 de fevereiro de 1960) é um engenheiro e astronauta norte-americano, veterano de quatro missões no espaço realizadas a bordo dos ônibus espaciais e da nave russa Soyuz.

## Biografia
Formado em engenharia elétrica e de computação em 1982 pela Universidade de Connecticut, seu estado natal, ele se mudou em 1987 para o Texas, onde trabalhou na Rockwell Shuttle Operations Company, no Centro Espacial Lyndon B. Johnson, juntando-se à NASA em 1990 como engenheiro para auxiliar no desenvolvimento de softwares de voo para o ônibus espacial e dos procedimentos da tripulação em caso de abortagem do voo durante o lançamento.
Em abril de 1996 foi selecionado para o treinamento de astronauta e após os dois anos de curso foi efetivado como especialista de missão, indo ao espaço pela primeira vez em setembro de 2000, na missão STS-106 da nave Atlantis, uma missão de doze dias na qual a tripulação preparou a Estação Espacial Internacional para a chegada de sua primeira tripulação para uma estadia de longa duração, a Expedição 1.
Em 8 de agosto de 2007 foi ao espaço pela segunda vez na missão STS-118 da Endeavour, em que a tripulação instalou novo segmento na montagem da estrutura principal da ISS e a colocação de um novo giroscópio, e na qual Mastracchio realizou três caminhadas espaciais para cumprir os procedimentos de montagem e instalação.
Sua terceira missão foi entre 5 e 20 de abril de 2010, integrando a STS-131 Discovery como especialista de missão, na qual realizou três caminhadas no espaço para manutenção de instalação de equipamentos na estrutura da ISS. Voltou ao espaço em novembro de 2013 na nave russa Soyuz TMA-11M, para uma estadia de longa duração integrando a tripulação das Expedições 38 e 39 na ISS.
Durante sua estadia na ISS em 2013, Mastracchio realizou, juntamente com o astronauta Michael Hopkins, uma caminhada espacial durante a Véspera de Natal. O objetivo era substituir um módulo de bomba de amônia no líquido de arrefecimento que havia sido danificado e estava causando um mau funcionamento da válvula que desativava parcialmente o sistema elétrico da estação espacial. Em 23 de abril do no seguinte, junto com o companheiro de tripulação Steven Swanson,  fez outra curta caminhada espacial não programada para consertar um computador de reserva localizado fora da estação. A ISS contém 45 destes computadores, 24 deles na área interna e 21 na área externa da estação.
Depois de pouco mais de seis meses no espaço, ele retornou à Terra em 14 de maio de 2014 junto com a tripulação da TMA-11M, completando assim mais 188 dias em órbita, depois de integrar duas expedições na ISS.